# Альдрованда
Альдрова́нда (лат. Aldrovánda) — монотипный род насекомоядных водных растений семейства Росянковые. Единственный современный вид — Альдрованда пузырчатая (Aldrovanda vesiculosa). Описано также значительное число ископаемых видов.
Род назван в честь итальянского учёного эпохи Возрождения Улиссе Альдрованди (1522—1605), основателя ботанического сада в Болонье (одного из первых в Европе), «отца естествознания» (по мнению Линнея и Бюффона).

## Ботаническое описание
Мелкое невзрачное многолетнее погружённое в воду травянистое растение. Корней нет, растение свободно плавает в водоёме. Стебли плавающие, нитевидные, с густо расположенными маленькими листьями по 6—9 в мутовках. Листья снабжены удлинённым в виде клина черешком, покрытым на конце длинными ресничками (щетинками) и раковинообразной двустворчатой пластинкой, вздутой посередине, а по краям и на верхней стороне покрытой щетинками.
При раздражении нежных волосков, находящихся на поверхности листа, он складывается вдоль, при этом края находят один на другой. Мелкие водяные личинки и ракообразные, которые попадаются в эту ловушку, перевариваются растением.
Цветки мелкие, белые, отдельно стоящие, построены по пятерному типу; плодовая завязь развивается в пятистворчатую коробочку. Время цветения — июль и август.

## Распространение и экология
Альдрованда встречается спорадически в Западной Европе, Африке, Восточной и Юго-Восточной Азии, Австралии, на Кавказе, Дальнем Востоке и Средней Азии, чаще всего в озерках стариц.

## Таксономия
Aldrovanda L. 1753, Sp. Pl. : 281
Aldrovanda vesiculosa L. 1753, Sp. Pl. : 281
Вид Альдрованда пузырчатая относится к роду Альдрованда семейства Росянковые (Droseraceae) порядка Гвоздичноцветные (Caryophyllales). Кладограмма в соответствии с Системой APG IV по состоянию на декабрь 2023 года:
|  |                          |  |                                   |                                   |            |  | еще 40 семейств |            |             |                                         |
|  |                          |  |                                   |                                   |            |  |                 |            |             | единственный вид Альдрованда пузырчатая |
|  |                          |  |                                   | порядок Гвоздичноцветные          |            |  |                 |            | Альдрованда |                                         |
|  |                          |  |                                   | порядок Гвоздичноцветные          |            |  |                 |            | Альдрованда |                                         |
|  | клада Цветковые растения |  |                                   |                                   | Росянковые |  |                 |            |             |                                         |
|  | клада Цветковые растения |  |                                   |                                   |            |  |                 |            |             |                                         |
|  |                          |  | ещё 63 порядка цветковых растений | ещё 63 порядка цветковых растений |            |  |                 | еще 2 рода | еще 2 рода  |                                         |
|  |                          |  |                                   | ещё 63 порядка цветковых растений |            |  |                 |            | еще 2 рода  |                                         |

### Испопаемые виды
- †Aldrovanda borysthenica
- †Aldrovanda clavata
- †Aldrovanda dokturovskyi
- †Aldrovanda eleanorae
- †Aldrovanda europaea
- †Aldrovanda inopinata
- †Aldrovanda intermedia
- †Aldrovanda kuprianovae
- †Aldrovanda megalopolitana
- †Aldrovanda nana
- †Aldrovanda ovata
- †Aldrovanda praevesiculosa
- †Aldrovanda rugosa
- †Aldrovanda sibirica
- †Aldrovanda sobolevii
- †Aldrovanda unica
- †Aldrovanda zussii